# Toyota Yaris
Toyota Yaris är en kompaktbil som producerats av Toyota sedan 1999. Den första generationen tillverkades mellan 1999 och 2005 och utsågs till ”Årets bil 2000” . Denna generation finns som halvkombi, sedan och coupé. 2005 kom den andra generationen som producerades fram tills 2010. Den tredje generationen av Toyota Yaris kom 2010 och tillverkas fortfarande. Idag finns modellen som bensin-, diesel- och hybridbil .

## Översikt Toyota Yaris
Toyota Yaris är en kompaktbil som skräddarsyddes för den Europeiska marknaden. Modellen är den första bilen från Toyota som designades av en europé, designern Sortios Kovos. 1996 introducerades Yaris på bilmässan i Genève .
1999 kom Yaris ut på marknaden och i Sverige blev den en omedelbar försäljningsframgång. Året därpå utsågs Yaris till Årets bil Europa  och mottog även högsta betyg i sin klass när den testades av Euro NCAP år 2000 . Samma år uppdaterades den med elektronisk stabilitetskontroll och antispinn. 2004 fick modellen ett facelift som inkluderade bland annat markerade stötfångare, dimstrålkastare i fronten samt en ny instrumentpanel med rakare linjer .
Den andra generationen kom 2005 och var en något större version av Yaris. Den tredje generationen kom 2010 och 2012 lanserades hybridversionen av Yaris. Där man tog delar av drivlinan och batteriet från Prius. Batteriet blev elva kilo lättare och bensinmotorn från Prius minskade från 1,8 liters cylindervolym till 1,4. Yaris är idag marknadens minsta hybridbil . Den senaste Yarisen lanserades 2020.
Yaris Cross lanserades 2022 med både fram- och fyrhjulsdrift.

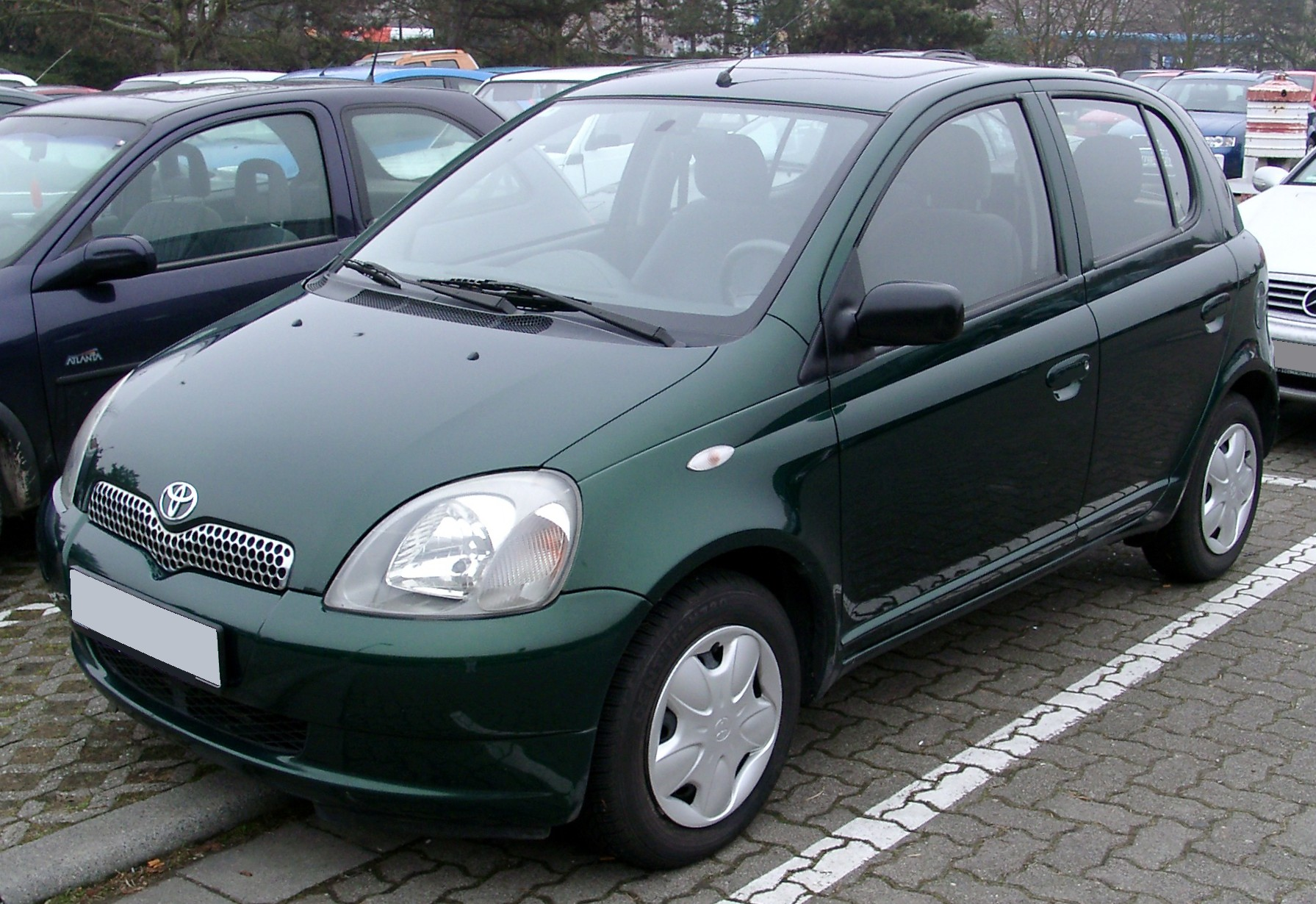
(1999–2005)
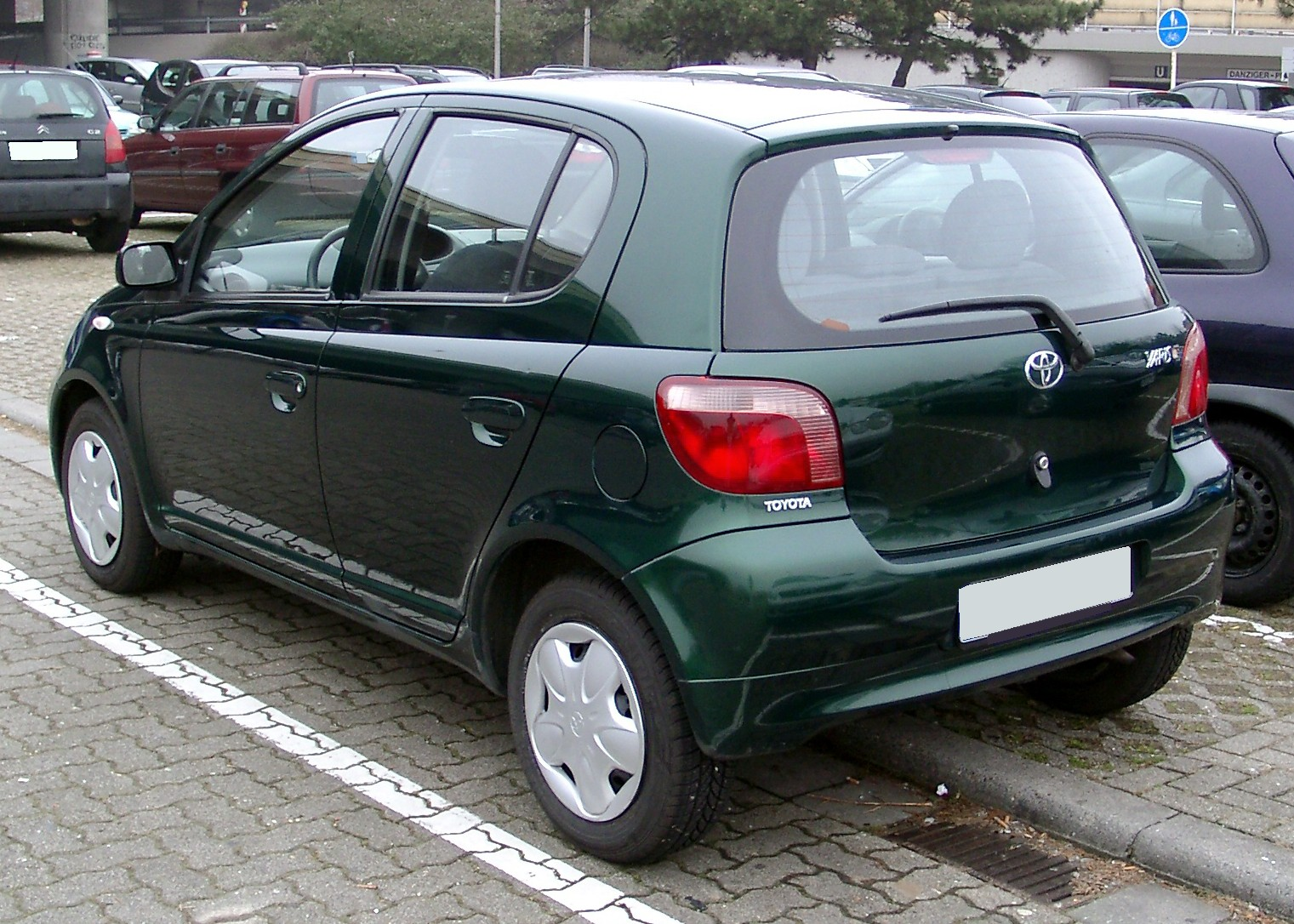
(1999–2005)
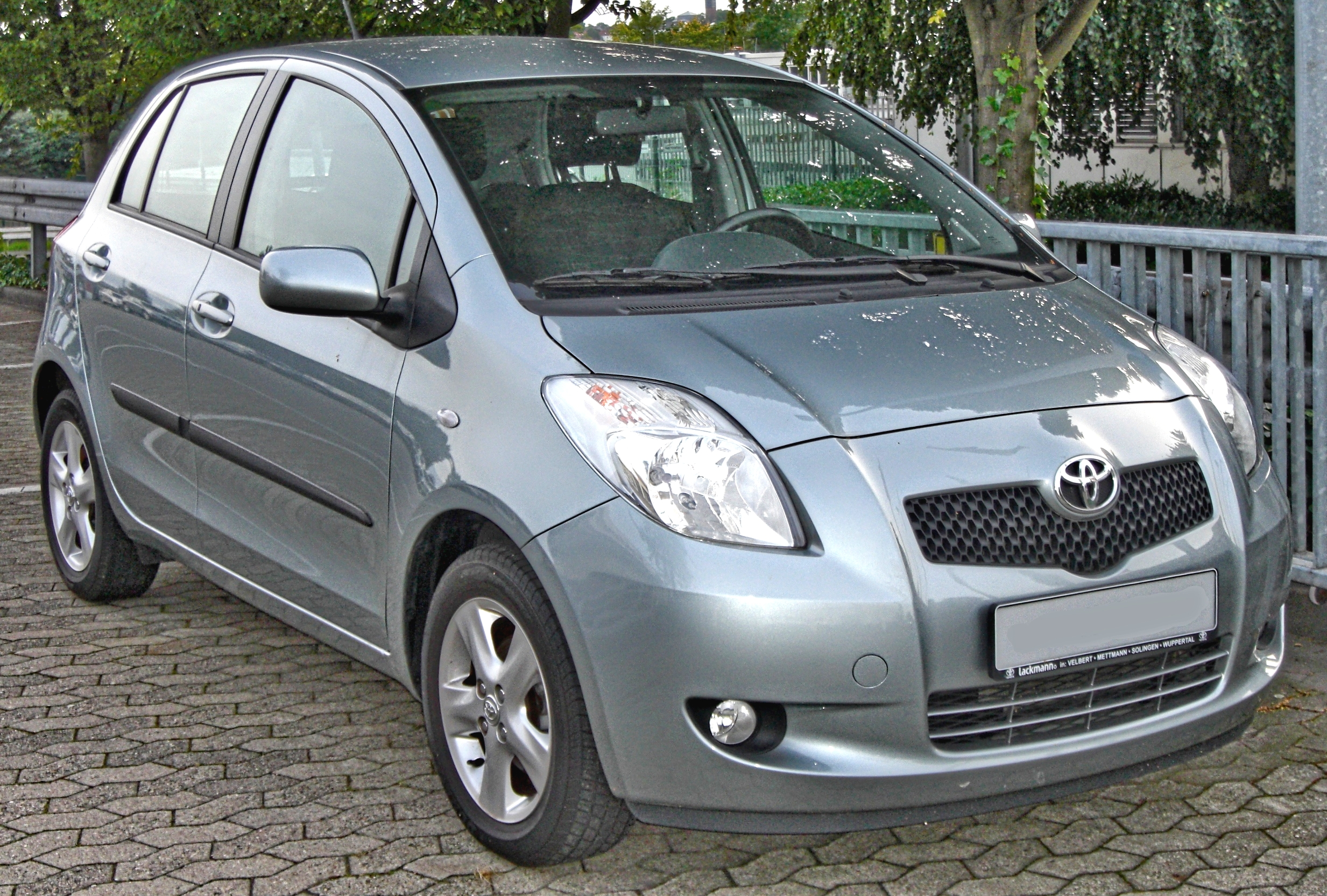
(2005-2009)
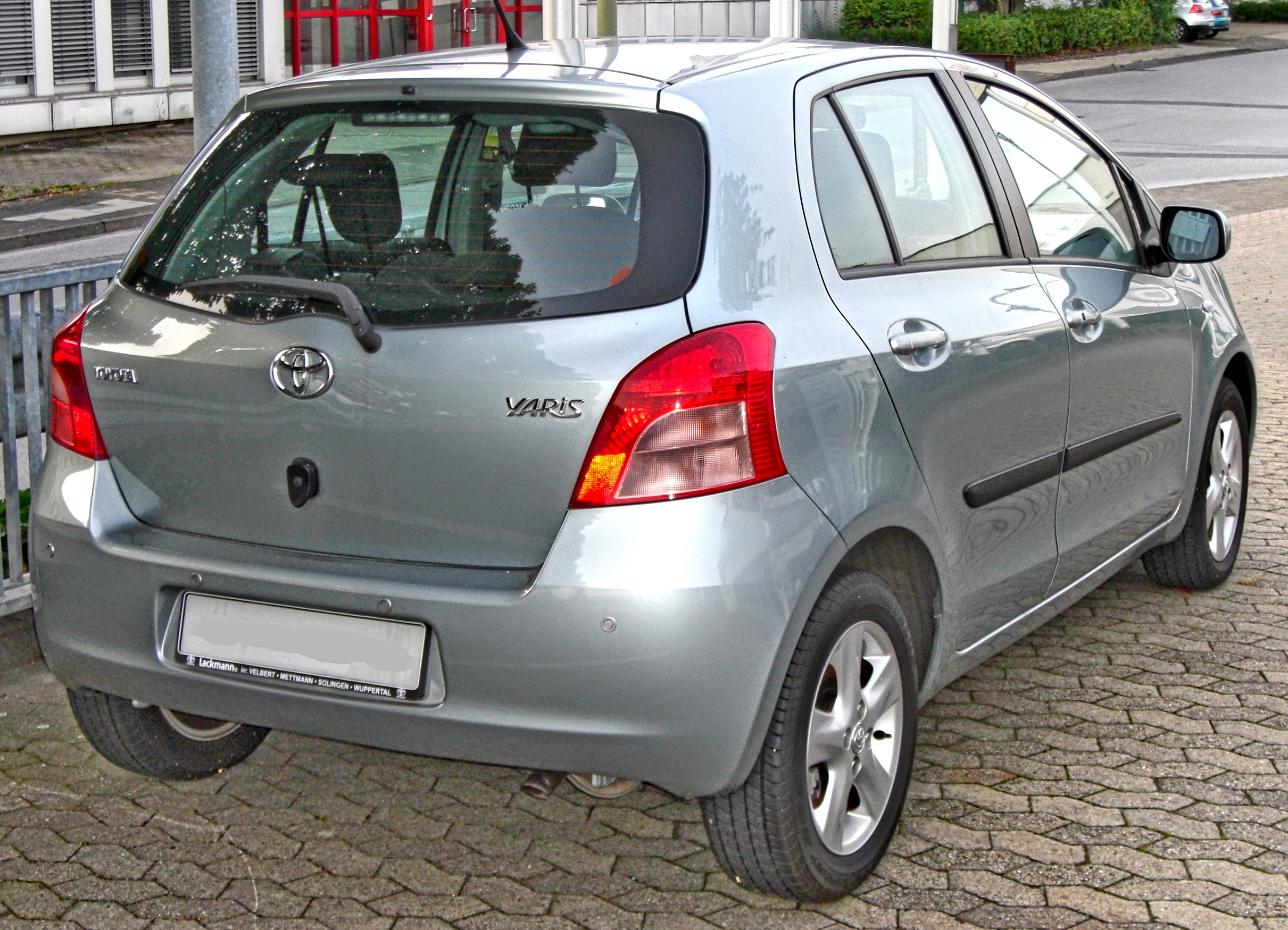
(2005-2009)
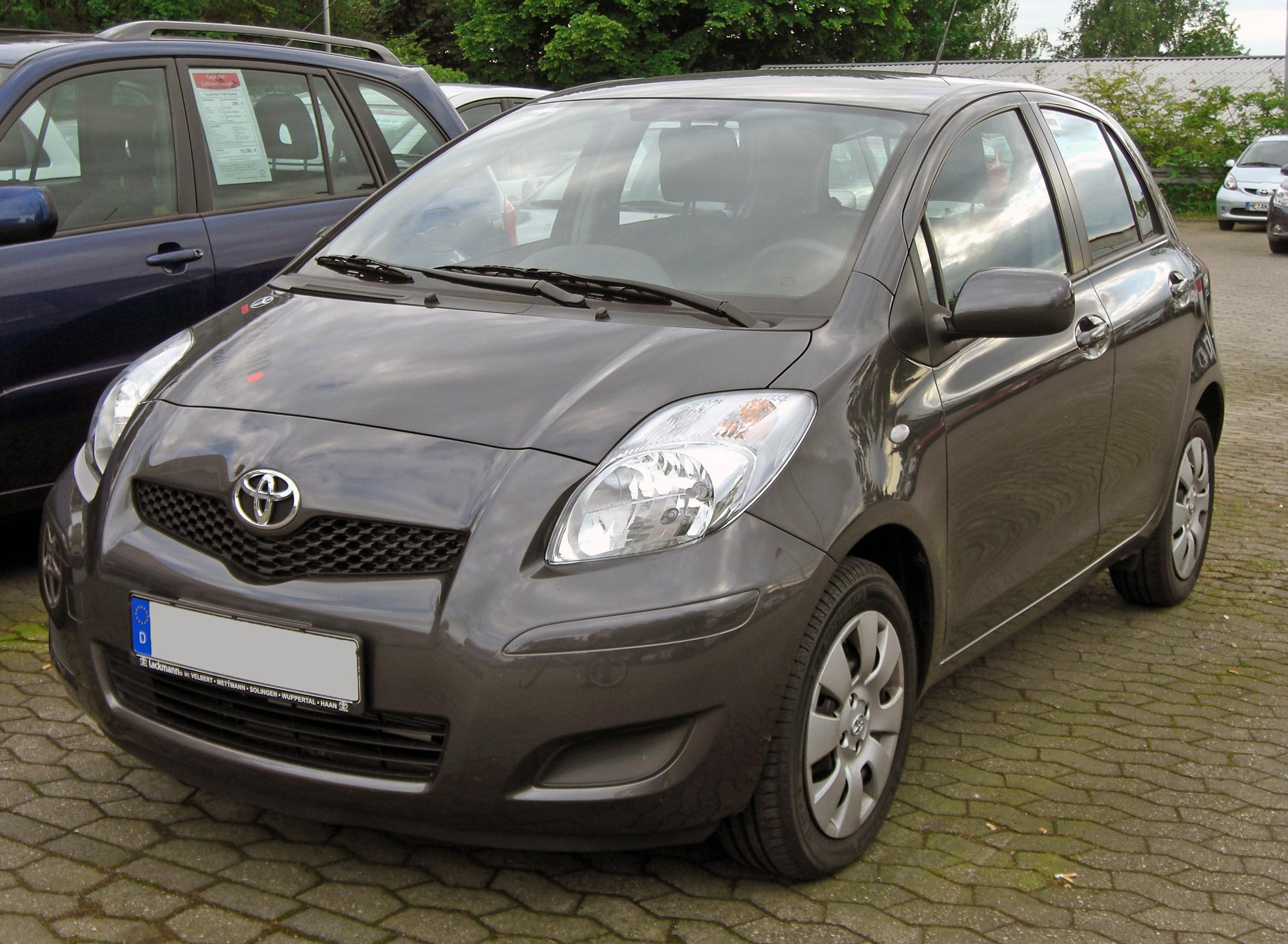
(2009-2011)
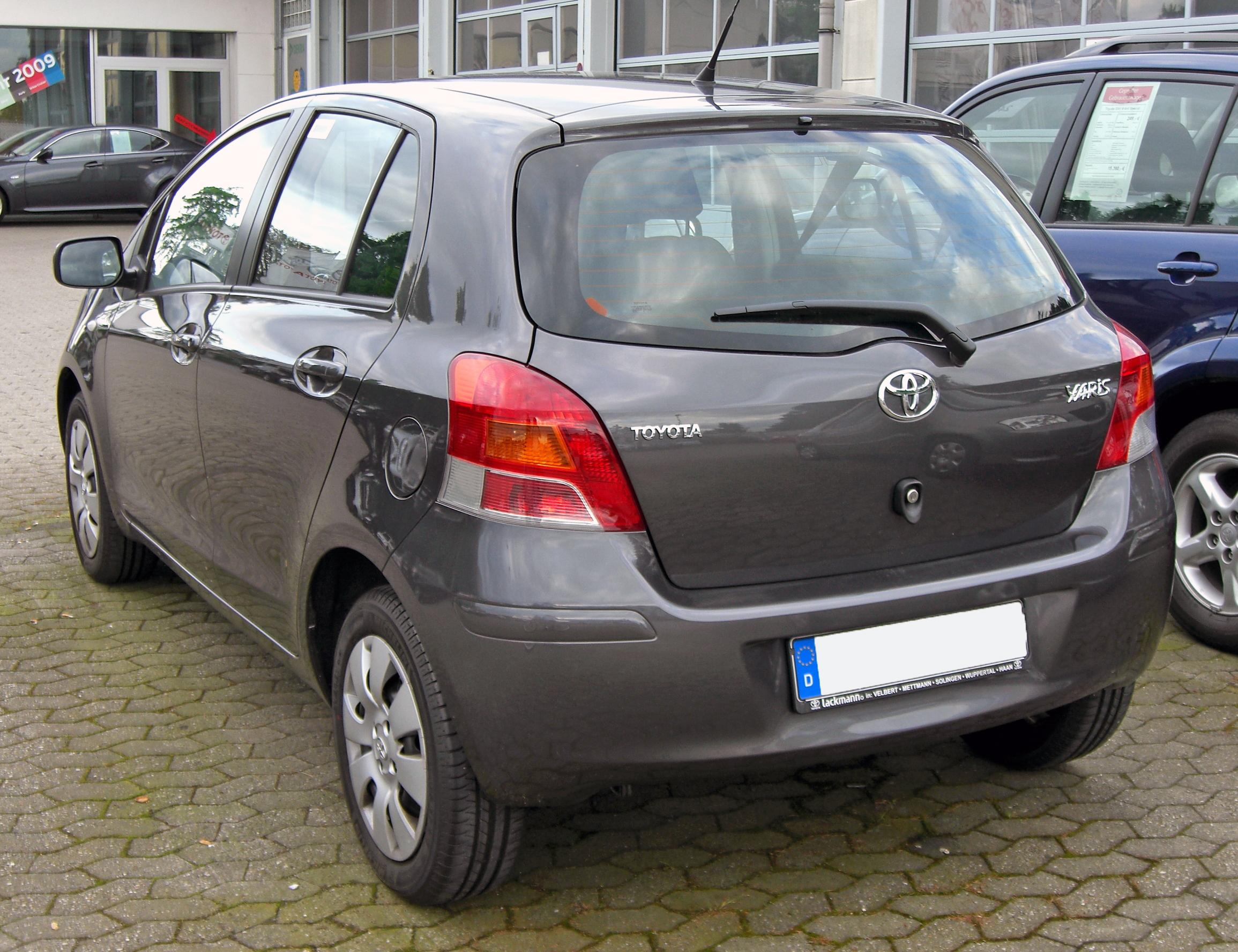
(2009-2011)
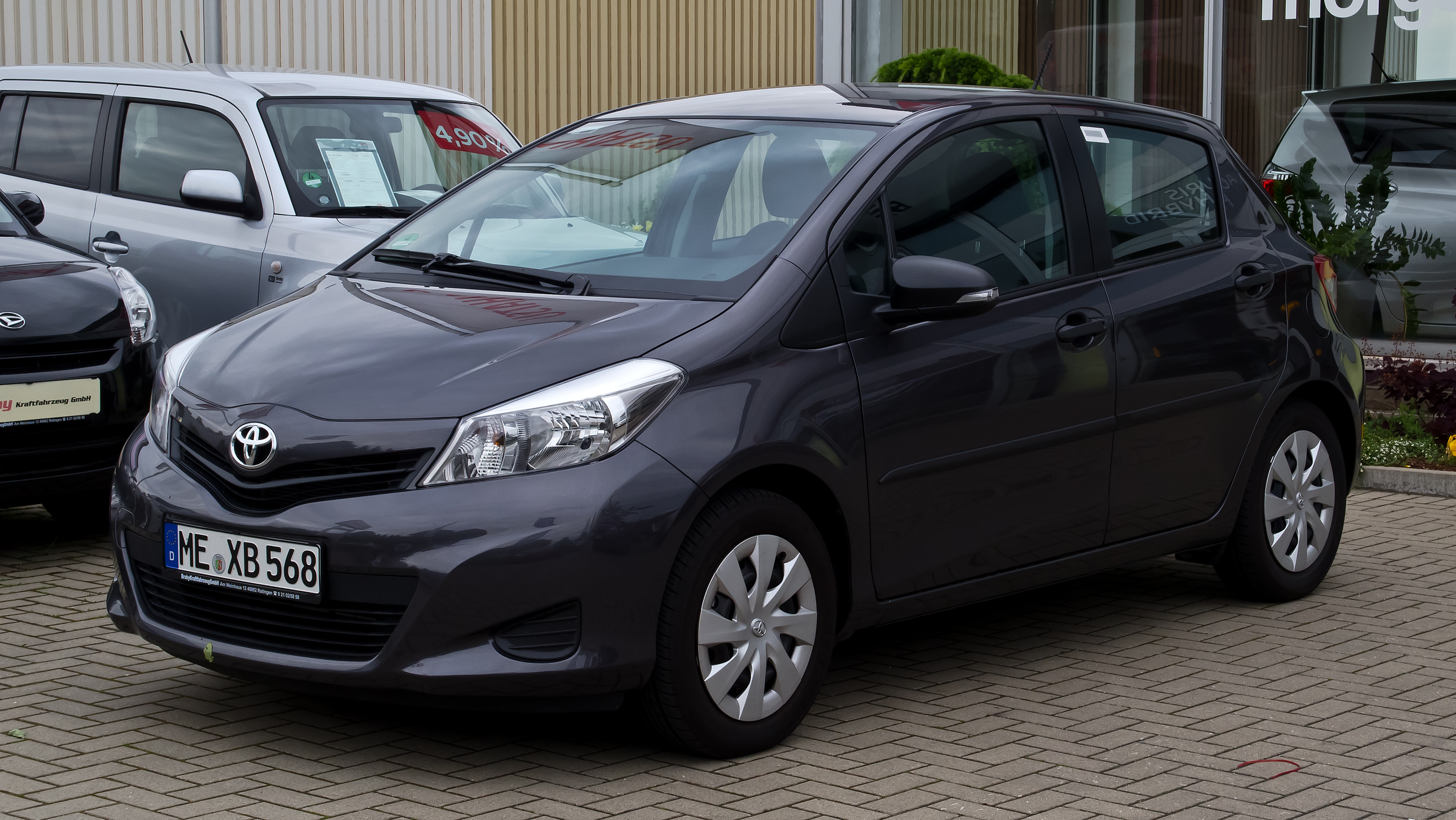
(2011-2014)
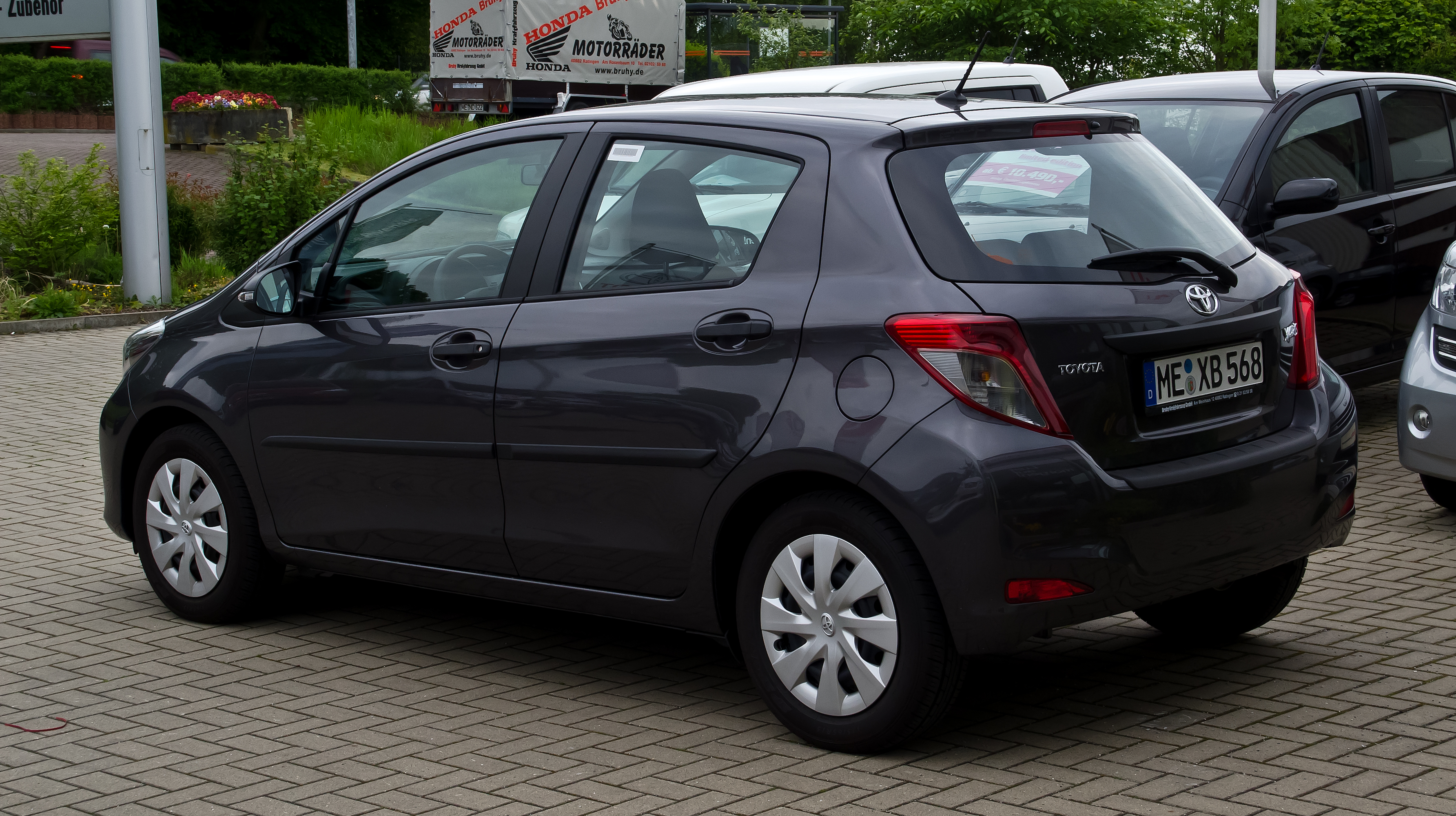
(2011-2014)
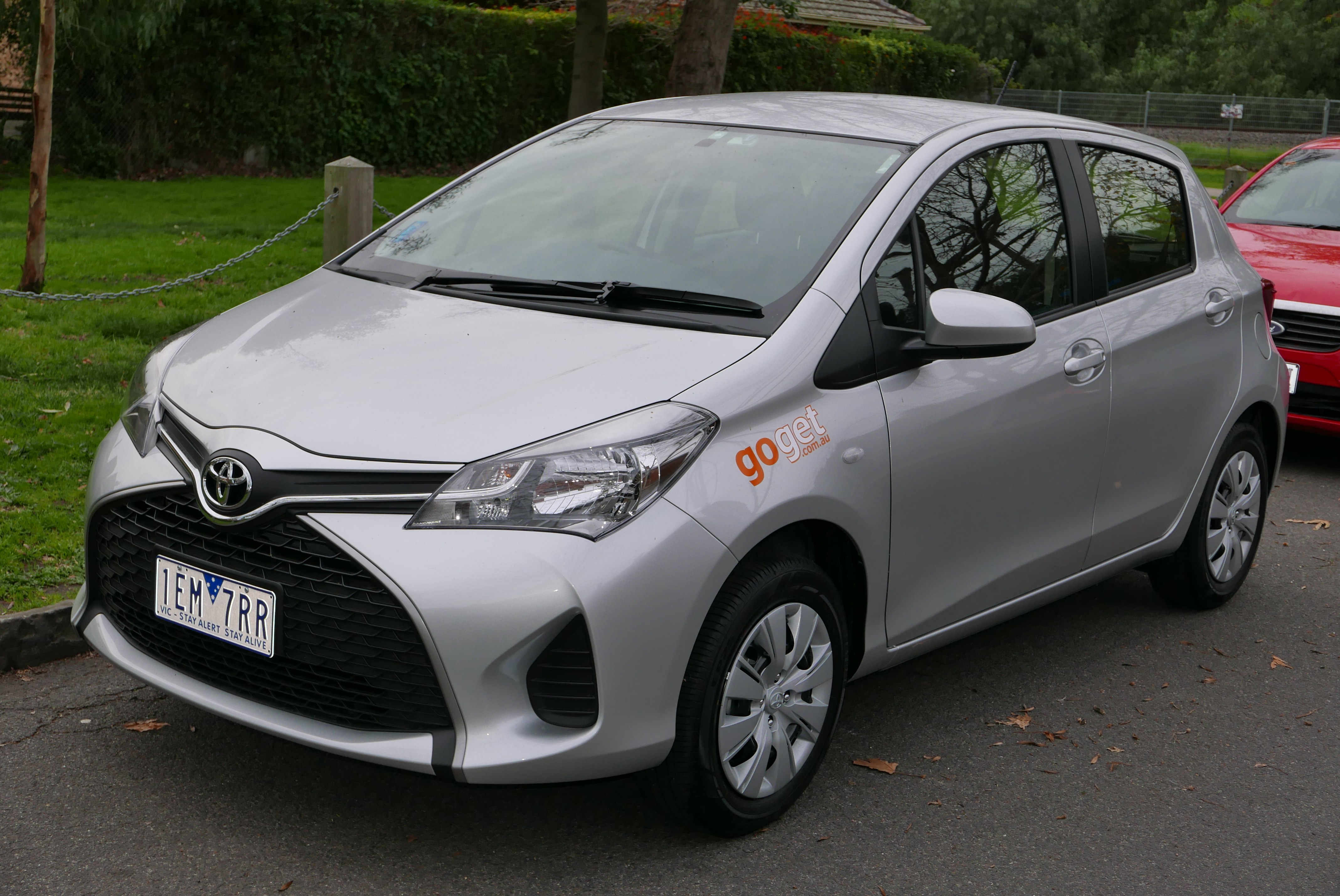
(2014-2020)
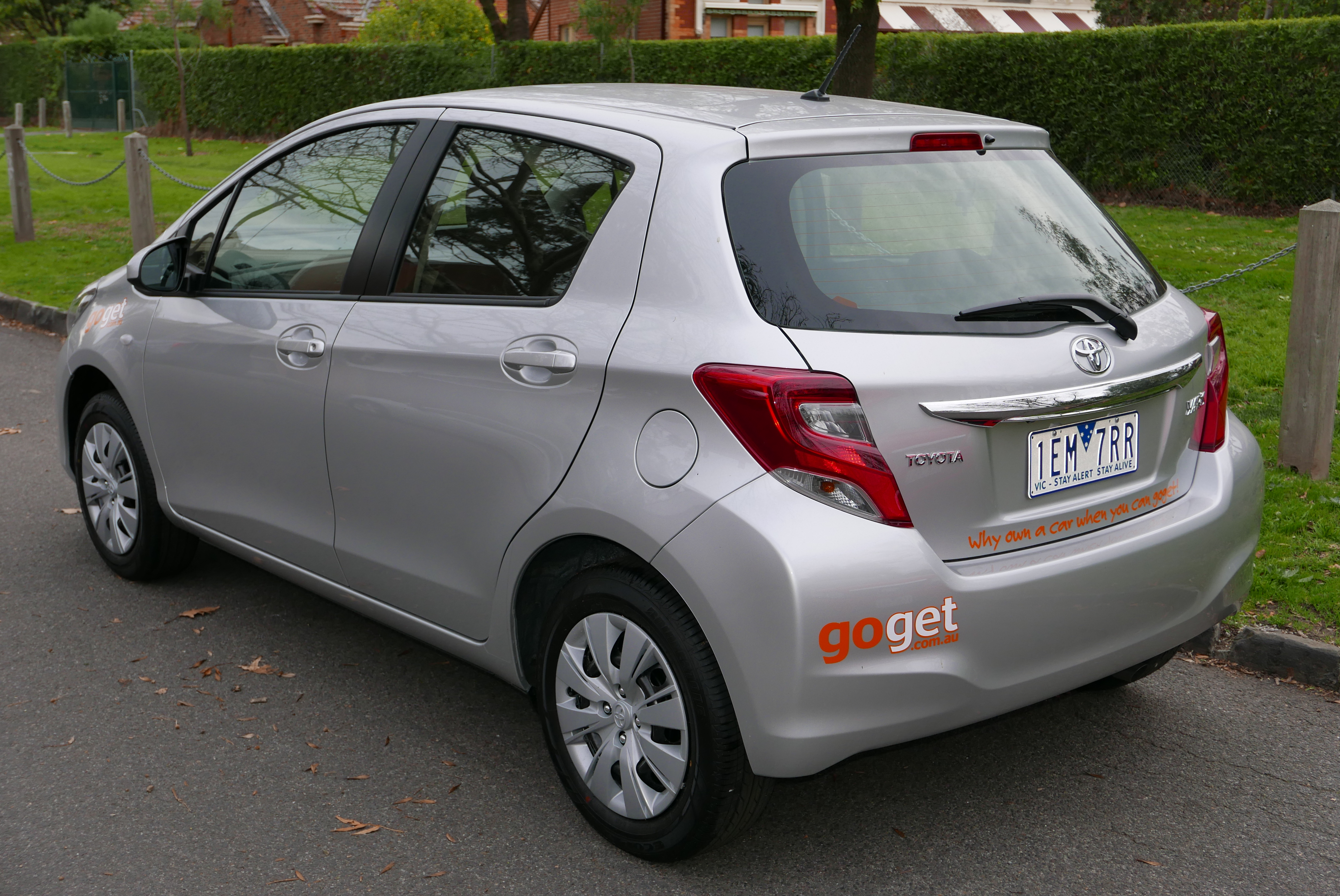
(2014-2020)
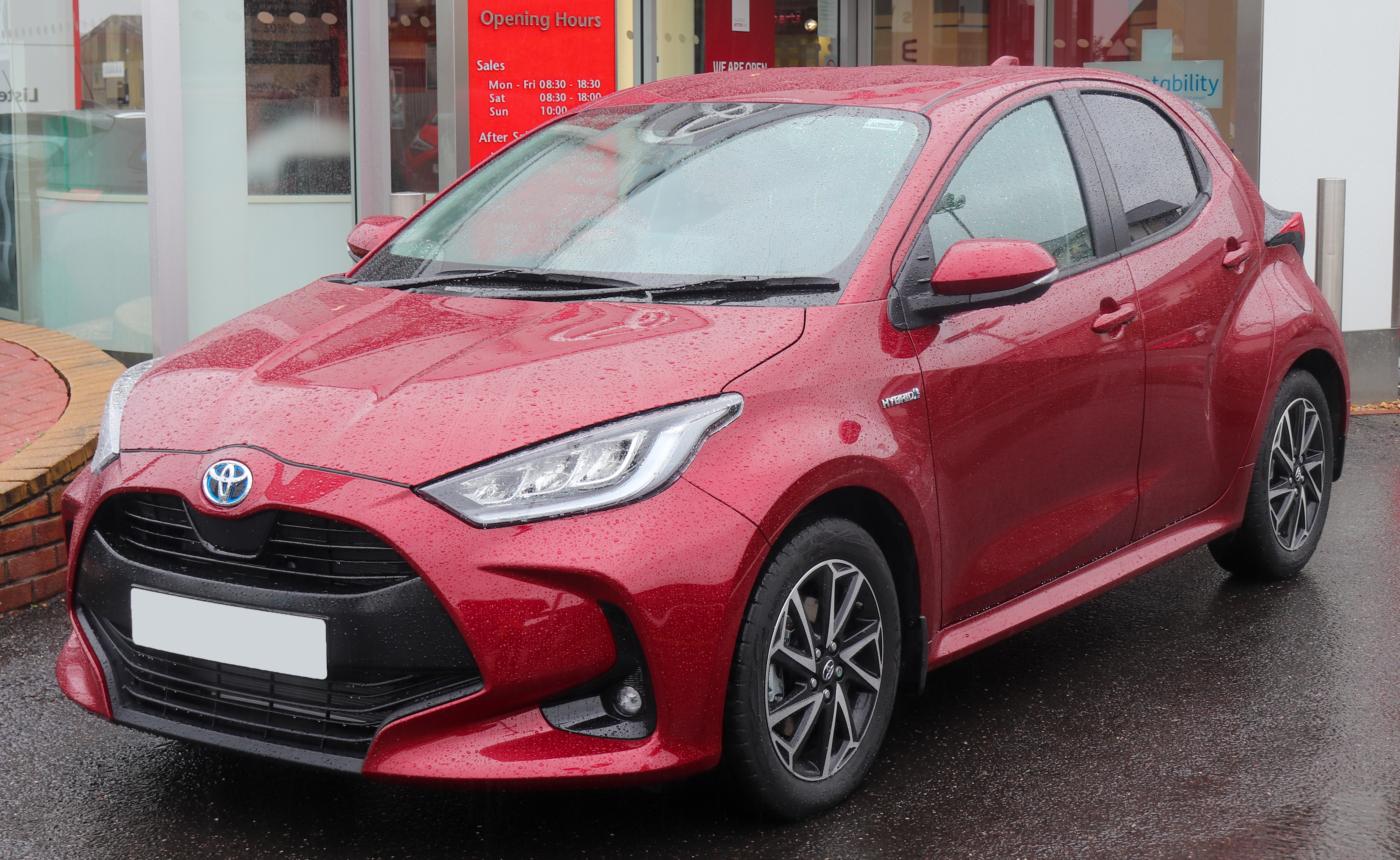
(2020-)
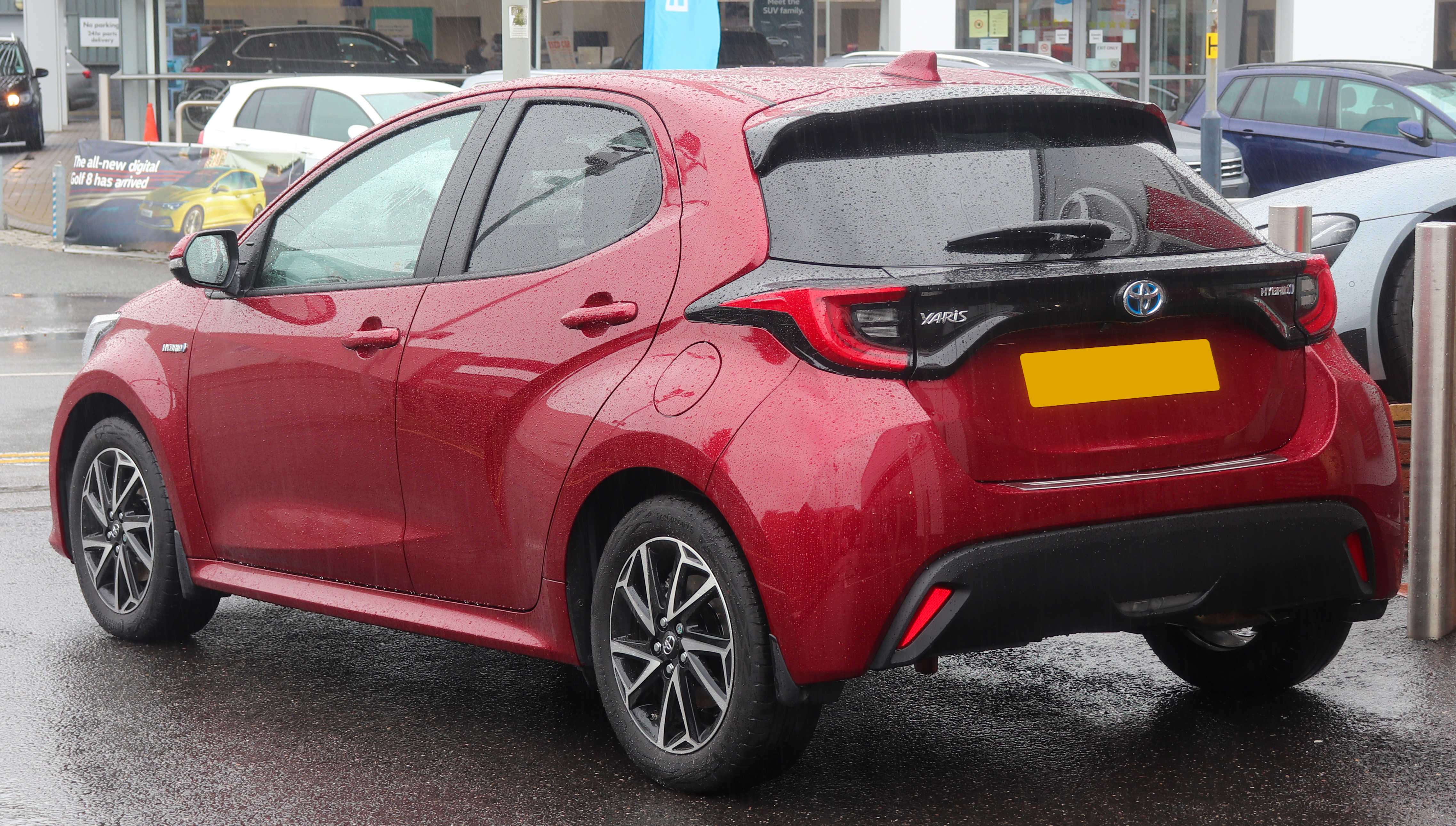
(2020-)